# Horakere, Kolar
Horakere là một làng thuộc tehsil Kolar, huyện Kolar, bang Karnataka, Ấn Độ.